# (4480) Никитиботания
(4480) Никитиботания (лат. Nikitibotania) — типичный астероид главного пояса, открыт 24 августа 1985 года советским астрономом Николаем Черных в Крымской астрофизической обсерватории и 25 апреля 1994 года назван в честь Никитского ботанического сада.

## Обнаружение и именование
(4480) Никитиботания
Открыт 24 августа 1985 года в Научном Н. С. Черных.
Назван в честь Никитского государственного ботанического сада, расположенного в Южном Крыму и основанного в 1812 году известным русским ботаником Х. Х. Стевеном.
Оригинальный текст (англ.)4480 Nikitibotania
Discovered 1985-08-24 by Chernykh, N. S. at Nauchnyj.
Named for the Nikitian State Botanical Gardens, located in southern Crimea and founded in 1812 by well-known Russian botanist C. C. Steven.
Источники: DISCOVERY.DB; M.P.C. 23352.

## Орбита

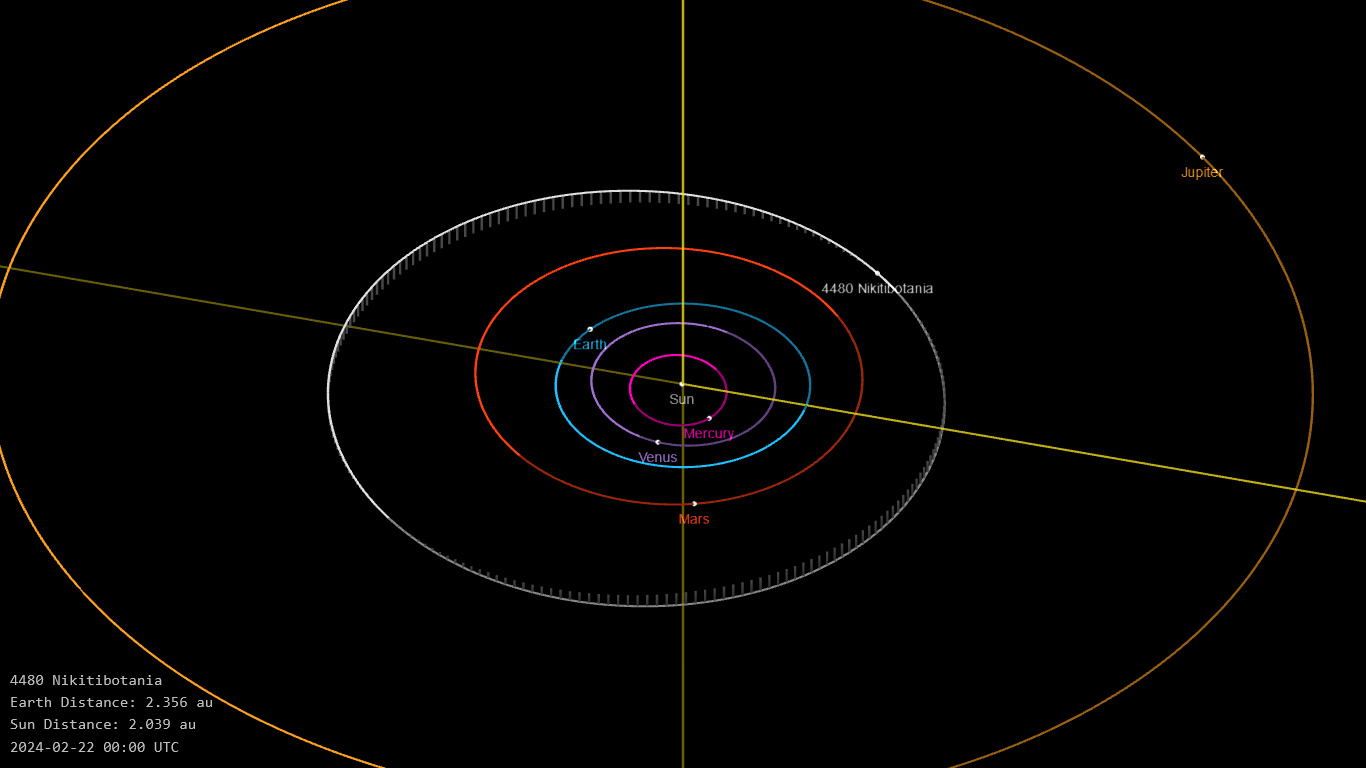
Орбита астероида Никитиботания и его положение в Солнечной системе

## Физические характеристики
Астероид относится к таксономическому классу X.
По результатам наблюдений в видимом и ближнем инфракрасном диапазоне космического телескопа NEOWISE диаметр астероида оценивался равным 9,329±0,160 км, 8,46±1,85 км, 9,002±2,846 км, 10,07±2,99 км, 9,49±2,58 км, 9,18±2,42 км и 9,44±3,11 км. Согласно тем же источникам альбедо оценивается как 0,0682±0,0054, 0,05±0,05, 0,0538±0,0397, 0,068±0,005, 0,044±0,037, 0,045±0,047, 0,048±0,029 и 0,040±0,031.